# Eressa siamica
Eressa siamica är en fjärilsart som beskrevs av Walker. Eressa siamica ingår i släktet Eressa och familjen björnspinnare. Inga underarter finns listade i Catalogue of Life.